# Scandiumiodid
Scandiumiodid ist eine anorganische chemische Verbindung des Scandiums aus der Gruppe der Iodide.

## Gewinnung und Darstellung
Scandiumiodid kann direkt durch Reaktion von Scandium mit Iod gewonnen werden.
{\displaystyle \mathrm {2\ Sc+3\ I_{2}\longrightarrow 2\ ScI_{3}} }

## Eigenschaften
Scandiumiodid ist ein feuchtigkeitsempfindlicher gelber Feststoff. Er besitzt ein trigonales Kristallsystem entsprechend der von Bismuttriiodid mit der Raumgruppe R3 (Raumgruppen-Nr. 148).

## Verwendung
Scandiumiodid wird als Zusatz für spezielle Quecksilberdampflampen verwendet, die das Spektrum des Sonnenlichtes gut reproduzieren. Die Verbindung entsteht dabei erst in den Lampen. Pro Lampe werden etwa 5 mg Scandium zugesetzt.
In der Automobilbeleuchtung (quecksilberfreie Xe-Lampen) wird seit mindestens 1994 Scandiumiodid verwendet, um die EU-Direktive 2000/53/EC langfristig umsetzen zu können.
Es kann auch als milde Lewis-Säure bei organischen Synthesen verwendet werden.